# Platysoma thugnaum
Platysoma thugnaum är en skalbaggsart som beskrevs av Lewis 1902. Platysoma thugnaum ingår i släktet Platysoma och familjen stumpbaggar. Inga underarter finns listade i Catalogue of Life.